# Дом Капельмана
Дом Капельмана (дом с атлантами) — памятник архитектуры города Улан-Удэ, объект культурного наследия регионального уровня.

## История
В начале 1900-х годов владелец усадьбы мещанин Нафтолий Леонтьевич Капельман построил здесь каменный двухэтажный дом с лицевым фасадом на главную улицу.
Здание с элементами эклектики, характерной для этого времени, и необычной для Верхнеудинска пластикой фасадов было построено в кратчайшие сроки со 2 июня по 5 октября 1907 г., всего за четыре месяца.
В доме Капельмана в 1907 году помещался зубоврачебный кабинет Зубовской, где был «прием больных во всякое время». Для вставления искусственных зубов был приглашен из Москвы специальный техник.
Нижний этаж сдавался хозяином в аренду под чайный магазин Син Тай Луня, кондитерский магазин «Модерн» и кофейню И. Е. Цыгальницкого.
26 марта 1909 года Яков Евсеевич Цыгальницкий пишет прошение в уездное полицейское управление с просьбой разрешить демонстрацию кинематографических картин в помещении, занимаемом кондитерской. После произведённого 27 марта 1909 года осмотра помещения комиссией в составе полицейского надзирателя Ионова, члена городской управы Шелашникова, архитектора Родюкова и городского врача Шапиро было получено разрешение на устройство здесь кинематографа с 7 часов вечера. При этом отмечалось, что в пожарном и техническом отношении помещение отвечает всем требованиям.
С 1918 до 1920 года в здании действовала подпольная организация большевиков, сейчас же оно принадлежит Буркоопсоюз.

## Архитектура
Здание сохранилось до наших дней с небольшими искажениями. В интерьере дома сохранился камин и ажурное художественной ковки ограждение лестницы.
Кованая лестница росла одновременно с кирпичными стенами во время строительства.
Первые атланты были с керамическим покрытием. Позже их заменили гипсовыми, которые хорошо держат цвет и форму на фасадах здания.
Состоит на государственной охране в соответствии с Постановлением Совета Министров Бурятской АССР № 379 от 29.09.1971 г.

## Фотографии
| - В 2008 году - В 2016 году - Центральный вход |